# ラジオ関西ジャイアンツナイター
ラジオ関西ジャイアンツナイター（ラジオかんさいジャイアンツナイター）は、2004年よりラジオ関西で放送しているプロ野球ナイター中継のタイトル。読売ジャイアンツ（巨人）戦を主体として「関西唯一 熱烈ジャイアンツ応援ナイター」をキャッチフレーズに放送している。ただし、以前には地元兵庫県を準本拠地（2007年までは本拠地）とするオリックス・バファローズのホームゲーム（主催試合）を中継することもあった。
本項では、『ジャイアンツナイター』以外のラジオ関西におけるプロ野球中継全般についても記述する。

## 概要

### 番組題名の遍歴（ナイター）
| 年度                    | 題名 |
| ----------------------- | --- |
| 1952                    | （題名不明） |
| 1960年代前半（-1965頃） | （火曜日）ウテナ火曜ナイター （水曜日）キヤノン水曜ナイター （木曜日）木曜ナイター（冠協賛なし 一時期大協ダイナミックナイター） （土曜日）トヨペット土曜ナイター |
| 1966頃-1977             | （この期間放送なし） |
| 1978 - 1994             | ラジオ関西ゴールデンナイター |
| 1995-2003               | AM KOBEゴールデンナイター |
| 2004 - 現在             | ラジオ関西ジャイアンツナイター |

### プロ野球中継の開始
ラジオ神戸として開局した1952年の7月15日に民間放送として初めてプロ野球ナイター中継を開始。当時の大株主であった阪急電鉄の球団・阪急ブレーブス（のちのオリックス・バファローズ）主催試合を中心に、それ以外の在阪球団主催カードも一部自社制作で放送し、ラジオ関東・ニッポン放送・東海ラジオ・RCCラジオ・RKBラジオ・KBCラジオとも試合ごとに個別にネットワークを結んで放送していた
1960年代頃には、火曜 - 木曜・土曜の19:00 - 21:30（ないしは22:00）の枠で中継予定が組まれており、一社提供による冠スポンサー番組として放送されることもあった。参考として、1961年10月には、3日に『ウテナ火曜ナイター』のタイトル、4日に『キヤノン水曜ナイター』のタイトル（提供：キヤノンカメラ）、5日は冠スポンサーのない『木曜ナイター』のタイトル、7日は『トヨペット土曜ナイター』のタイトル（提供：大阪トヨペット）でそれぞれ中継予定が組まれた。この当時は試合終了が所定時間より早く終了した場合、火・木曜日は「キングアワー」、水曜日は「コロムビアアワー」、土曜日は「チヨダシューズ提供・ゴールデンヒットパレード」がフィラーとして放送されるという記述があった。
その後、1965年のJRN・NRN発足とNRN加盟で、関西地区のNRNナイター担当局がMBSラジオ・ABCラジオの曜日別担当となったことを機に一時撤退し、シーズン中でも電話リクエストなどの音楽番組中心とした編成に改めた。
その後、サンテレビジョンの開局にあたり、ラジオ関西から制作部門の社員の大半が移籍し、その中に野球中継担当だった者も含まれていたことから、野球中継の「試合開始から終了までの完全中継」などの方針や技術は「サンテレビボックス席」へと受け継がれることになった。

### 『ゴールデンナイター』としての再開
1978年シーズンでは巨人主催試合の中継がJRN、NRN各ネットワークで行えなくなり、ラジオ関東（1981年より、RFラジオ日本）の独占放送となった。ラジオ関西はこれを機に巨人戦主催試合の関西地区のラジオ独占放送の権利を獲得し1978年4月1日よりナイター中継を再開した（ラジオ日本ジャイアンツナイターの項も参照）。一方、権利獲得と引き換えにそれまで加盟していたNRNは脱退することになった。
再開後は『ラジオ関西ゴールデンナイター』（ラジオかんさいゴールデンナイター）、1994年10月に「AM KOBE」の愛称を採用して以降は『AM KOBE ゴールデンナイター』（エイエム コウベ ゴールデンナイター）のタイトルで放送していたが、原則として巨人戦を中心にRFラジオ日本制作・配給のナイター中継をマイクロネットする形となっていた。
但し、1979年から1981年までの3シーズンはRFとTBSラジオの巨人軍主催試合での放送業務提携がなされた時、RF制作のものに加え、TBSラジオからの裏送り扱いとして放送された試合もあった(この間、JRNに加盟しているMBSラジオ(月曜日と金曜日)、ABCラジオ(それ以外の曜日)には、TBSラジオ制作のものに加え、RF制作の裏送りが放送されている)。
また、ヤクルトスワローズと横浜ベイスターズ（1992年までは横浜大洋ホエールズ）が主催する巨人戦は放送権の都合上中継できなかった（横浜主催試合は2002年まで）ため、その場合には巨人以外のセ・リーグ戦として、中日戦（CBCラジオ制作の裏送り中継、広島戦（RFラジオ日本またはラジオ関西制作・中国放送協力、ごくまれに中国放送制作の裏送り）、阪神戦（再開当初はABCラジオ制作(試合日によりTBSラジオの解説者・アナウンサーの担当があった)の裏送りだったが、後にRFラジオ日本制作・自社の技術協力へ変更）、また、巨人戦が中継できない日を中心に自社制作またはRFラジオ日本制作・自社技術協力のパ・リーグ戦（阪急→オリックス・近鉄・南海→ダイエー戦）中継も行われたことがあり、阪神戦の制作がRF・CRKに移管された頃からは対巨人以外の阪神戦中継も同様に行うことがあった（#オリックス戦中継・情報番組も参照）。

### 『ジャイアンツナイター』への改題
2003年シーズンから巨人戦の中継に特化すると共に、横浜主催試合についても中継を開始し、ヤクルト主催試合を除くほとんどの巨人戦を中継するようになる。2004年よりタイトルを『ラジオ関西ジャイアンツナイター』とする（タイトル冒頭には西暦の年号を入れている）。同年度まではヤクルト主催の巨人戦がある場合はセ・リーグの別カードを放送していたが、2005年度からは元々巨人戦の試合が予定されていない場合や中止となった場合と同様にヤクルト主催の巨人戦開催日もレインコート番組をネットしている（2006年のみ、オリックス主催試合が巨人戦のない日やヤクルト主催の巨人戦開催日に組まれていた場合、関西ローカルでオリックス戦の放送を実施したことがあった）。
2003年から編成の関係上月曜日（2006年度は日曜日、2007年度以後は土曜日も）にセ・リーグの試合が組まれた場合でもナイター中継は実施していない。
2009年以前も巨人ビジターのうち、ヤクルト主催試合やセ・パ交流戦で一部のパ・リーグ球団主催の試合が放送されず、これらに加え、編成の都合で試合中継がない日はレインコート用の予備番組をそのままネットしていたが、2010年以後、巨人と直接絡まない試合や、巨人ビジターの試合（甲子園球場における阪神戦、ナゴヤドームのおける中日戦の一部を除く。CRKが中継を実施しない週末に関しては、RF/GBSも巨人ビジターの放送自体は原則しなくなった）の中継放送については制限がかけられるようになったため、その場合、ラジオ関西独自の予備番組を放送することが増え、全体の試合中継本数がRF/GBSより少なくなっていた。
2016年シーズンにRFはJRNの相互連携を再開、これまで制限されていた巨人ビジターの試合中継が増加した（関西地区、特に大阪府ではABCラジオとMBSラジオが並列でJRNに加盟しているが、阪神・オリックス戦については基本的にJRNナイターネットに準じ、火-木曜日の分はABCラジオ、金曜日はMBSラジオと並列放送となる）。この施策は2017年シーズンも続けられた。
しかし2018年シーズンからTBSラジオがプロ野球中継を撤退した影響でビジターゲームの中継体制が見直されており、巨人主管試合中継中心の放送となっている。コロナ禍以降、RFの編成方針から巨人主管であっても地方開催試合を中心に放送しない試合が増加している。
放送予定カードが中止となった場合の措置は原則RF・GBSと同様になっている。RFと提携を行うJRN系列局のネット可能な試合を予備試合として設定している。

### オリックス戦中継・情報番組

#### 日曜日のデーゲーム中継・スポーツワイド番組
1991年より、オリックス・ブルーウェーブ（阪急ブレーブス→オリックス・ブレーブスの後身）がラジオ関西本社所在地である神戸市に本拠地を置いたことから、ラジオ関西ではそのゲームに特化した中継番組を放送していた。スタート当初は毎週日曜日の14:00 - 16:00の枠で、『ザ・スポーツサンデー』ないしは『サンデー・ブルーウェーブ・スタジアム』と題したスポーツワイド番組を編成。この枠において『サンデーオリックスデーゲーム』または『オリックスデーゲーム』のタイトルで、日曜日のホームゲーム全試合と、ビジターゲームでも可能な範囲内で中継が行われた。中継できない場合でもスタジオからブルーウェーブ情報を中心とした番組を放送した。
1996年からは『サンデー・ブルーウェーブ・スタジアム』と『AMKサンデー競馬』（中央競馬のリレー中継）を統合し、ヴィッセル神戸の関連情報を加えたスポーツワイド番組『まるごとスポーツサンデー』が開始され、同番組の内包コーナーとして『オリックスデーゲーム』が続けられ、中継がない場合はブルーウェーブ情報コーナー『ブルーウェーブ・ヴィクトリースタジアム』が放送された。
2000年は競馬のリレー中継の廃止を受け、『まるごとスポーツサンデー』に代わって音楽番組『うたOh！ビッグサンデー』が開始されるが、『オリックスデーゲーム』の放送や、中継がない場合の『ブルーウェーブ・ヴィクトリースタジアム』の内包は同シーズンのみ続けられた。

#### マンデー・パリーグ中継
2001年にマンデーパ・リーグが実施されると月曜日にシフトチェンジし、『ブルーウェーブ・ヴィクトリー・スタジアム』のタイトルでホームゲームが実施される場合は試合中継を18:00 - 21:20まで、ビジターの試合やゲームなし及びシーズンオフ（概ね10月から翌年3月）のときは関連情報番組を21:00 - 21:20に放送していた。

#### オリックス・バファローズ戦中継（2006年から）
2006年度からは、ラジオ日本が一部の巨人戦ビジターゲームを千葉ロッテマリーンズ戦中継の『ラジオ日本マリーンズナイター』に差し替えていることから、その場合にはネット受けでロッテ戦、あるいは自社制作でオリックス戦の中継が一部放送されている。ただし、2010年度は火曜日・木曜日に『マリーンズナイター』としてオリックス戦の中継が組まれてもネットしなかった。『マリーンズナイター』のネットも2012年以降はカードにかかわらず取り止めている。

### がんばろう!東北 スポーツスペシャル
2011年4月17日（日）、『ジャイアンツナイター』とは別番組扱いの特別番組として『がんばろう!東北 スポーツスペシャル』（ガンバロウ!東北 スポーツスペシャル、がんばろうとうほくスポーツスペシャル）のタイトルで、阪神甲子園球場で実施される「東北楽天ゴールデンイーグルス対オリックス」戦デーゲームの関西地区ラジオ独占中継を実施。楽天の地元にある東北放送（『TBCパワフルベースボール』）と2局同時ネットで放送した。解説は野田浩司、実況は林真一郎、リポーターは古田彰満がそれぞれ担当。甲子園からの完全自社制作放送、さらには独立局の野球中継がラジオネットワーク所属の放送局へネットされるのも近年ではまれである。
これは、同年3月11日に起きた東日本大震災により本拠地である東北地方各地が被災したことから地元以外での試合開催を余儀なくされた楽天が16年前阪神・淡路大震災により被災したラジオ関西の地元兵庫県にある甲子園球場で同じく当時兵庫（神戸市）を本拠地としていたオリックスとの試合を行うことから、兵庫から東北の復興を盛り上げるため、実現した試みである。
ただし、ラジオ関西は放送時間を14:00 - 17:00として延長オプションを設けなかった。試合は17時以降も続いたため、それ以降も東北放送（こちらの最大延長は19:30）に対しては裏送りで試合終了まで実況を継続した。
他球場速報は「ラジオ関西プロ野球速報」などの表現は使わず、「各地の途中経過」として伝えた。
なお、『がんばろう!東北 スポーツスペシャル』の表記は放送当時にラジオ関西の公式サイト上で記載されたものであり、実際のオンエアでは呼称されなかった（CM明けのジングルもBGMのみであった）。
なお、ラジオ関西自社制作（ラジオ日本制作の中継へ協力したものは除く）のプロ野球中継はこの試合を最後に行われていない。

### 女子プロ野球 兵庫ディオーネ中継
NPBのプロ野球の自社制作中継は上記の『がんばろう!東北 スポーツスペシャル』を最後に途絶えているが、2015年からは『ジャイアンツナイター』枠外の特別番組『女子プロ野球 兵庫ディオーネ中継』と題して、不定期に日本女子プロ野球機構（JWBL）の兵庫ディオーネの主催試合中継を自社制作していた。また、京都フローラ主催のディオーネ戦ビジターカードをKBS京都からネット受けすることもあった。
なお、前年までのNPB中継（関西でのラジオ日本制作分への派遣）の解説を担当していた野田浩司は本中継には関与せず、女子プロ野球スーパーバイザーの太田幸司（NPB中継ではMBS専属）が解説者として出演していた。
この女子プロ野球の中継も、2018年よりディオーネのホームタウンが愛知県へ移転したため、事実上終了となった。

## 放送時間

### 『ゴールデンナイター』時代
1979年
- 18:10 - 21:10（延長する場合、試合終了まで放送）

中継が無い場合は、『歌謡ジャイアンツ・ナイター』と題した歌謡ワイド番組（パーソナリティ：広川太一郎ほか）を放送。
1980年
- 18:10 - 21:10（延長する場合、試合終了まで放送）
- 17:55 - 21:10（巨人主催試合のみ。延長する場合、試合終了まで放送）

中継が無い場合は、『独占!!オールスター・スペシャル』を放送。
1987年
- 火 - 日曜日 17:55 - 21:00

※延長の有無は、1987年4月番組表には明記されず。
1990年
- 火 - 日曜日 17:55 - 21:00（延長する場合、試合終了まで放送）

※月曜にナイターが編成される場合もあり。（のちに、巨人戦開催の有無にかかわらず、月曜ナイターの放送は廃止となる）
1994年
- 火 - 日曜日 17:55 - 21:00（延長する場合、試合終了まで放送）

※17:52より『アツアツナイター情報』と題した前座のミニ番組、21:00 - 21:45に『ナイター天国』と題した番組あり。

#### 日曜デーゲーム中継
1991年、1994年
- 14:00 - 16:00

### 『ジャイアンツナイター』時代
2004年
- 火 - 日曜日 17:55 - 21:00

いずれも、原則上記時間での放送だが、試合終了までの延長オプションも設定。上記時間内に中継を終了した場合、21:00 - 21:30に、スタジオからのクッション番組『ジャイアンツ・ジョッキー』を編成していた。
同年の日本シリーズは放送されなかった。
2005年
- 火 - 土曜日 17:55 - 21:00
- 日曜日 18:25 - 21:00（2004年度までは17:55からの放送だったが、2005年度より同時間より『長野祐也の政界キーパーソンに聞く』が編成されたため変更された）。17:00開始（薄暮試合）の場合も、中継開始は変わらず。試合終了時間も早くなるので、20:45まではラジオ日本のネットを受け、それ以降はラジオ関西のスタジオよりクッション番組『ジャイアンツ・ジョッキー』を放送。

21:00以後試合（巨人戦含む）が延長した場合については最大で平日は22:35、土・日曜日は22:40まで延長対応（2004年までは、試合終了まで）。また試合終了後、次の定時番組（基本的には21:30。金曜と日曜は21:35）が始まるまではクッション番組『ジャイアンツミュージックスタジアム』を放送する。また、ナイター延長時の場合、平日22時開始のニッポン放送からのネット受け番組（『デーモン小暮 ニッポン全国 ラジベガス』）は時間短縮で24:00以降の番組のスライドはなかった。土・日については最大1時間のスライドとなった。
同年の日本シリーズは、平日のみ放送された。
2006年
- 火 - 土曜日　17:55 - 21:00

最大延長は22:00までに短縮された。
2005年度までは、21:00 - 21:30に、スタジオからのクッション番組（2004 - 2005年は『ジャイアンツ・ジョッキー』）が設定されていたが、2006年はそれが設定されていない（音楽・歌謡曲などの定時番組が21:00 - 30に設定されている）。このため2006年シーズンでは、21:00以降の中継延長時は、21時以後の番組を最大60分繰り下げて対応した。但し、22時開始からの『東貴博ニッポン全国ラジベガス』（ニッポン放送からのネット受け）は短縮放送となるため、平日24:00以後については定時放送で繰り下げはない。土曜日の場合は、22:05まで放送延長の場合は以後の番組を完全にスライド、試合が22:05を超えた場合は試合の中継を途中で打ち切り、以後の番組を21時台の番組は35分（中村よおのトオリヌケ・ストリートは休止）、22時台以降の番組は30分スライドして放送。
日曜日については原則廃止となった。但し「巨人対阪神」（東京ドーム・甲子園のいずれも）が日曜ナイターで行われる場合は19:00-21:20（延長なし）で放送した試合があった。
日本シリーズ中継は無かった。
2007年 - 2009年
- 火 - 金曜日 17:55 - 試合終了まで

2007年より、巨人戦のナイターの有無に関わらず、土曜・日曜のナイター放送は全面的に廃止となった。
セ・リーグのクライマックスシリーズ中継は、2007年は第2ステージの第1戦のみ、2008年は第2ステージのうち平日開催の第3戦まで中継するが、2009年は中継せず。日本シリーズ中継は2007年は実施せず、2008年は平日のみ放送、2009年は第3戦と第4戦のみ放送した。
この年からラジオ関西は24時間終日放送（日曜も含む。週末不定期休止あり）となったが、21時以後の編成については前年におなじで、22時からのニッポン放送のネット番組の時間短縮処置は継続、24時以後のスライドも行わなかった。
2010年
- 火 - 金曜日 17:55 - 最大延長22:00まで

（22時からは自社制作番組の『CRK MUSIC H.E.A.D.S.』を放送する時間枠確保の観点で延長時間の制限が設定された。クッション番組のアフターナイターで吸収できない場合、21時40分から放送されている番組は23時40分からの放送となる）
- レインコート番組『ナイタースタジオ特集』は、中継カードが無い場合の火曜日・木曜日は自局制作番組を放送（外部リンクの放送カレンダーで番組名が書かれてあるものが自社制作の予備番組放送日に当たる。土・日・月曜日のナイター中継の予定がない場合は定時番組を放送するため、野球ボールのイラストが描かれている）。中継予定試合の中止と中継カードが無い場合の水曜日・金曜日は従来通りラジオ日本からのネット。
  - 火・木曜17:55 - 19:00『時間です!林編集長』第2部（通常は16:30 - 17:30のみ）
  - 火曜日19:00 - 21:40『木村三恵のアイドルパラダイス』
  - 木曜日19:00 - 21:40『ジャズライブinソネ』

また、火曜日と木曜日は読売ジャイアンツ主催ゲーム及び東京ヤクルトスワローズ主催試合を除く巨人戦のナイターのみの放送となる。その為、火曜日・木曜日のラジオ日本での中継カードが、巨人戦デーゲームの録音放送や巨人戦以外の試合（『ラジオ日本マリーンズナイター』など）となった場合、ラジオ関西ではネットせずに『ナイタースタジオ特集』に差し替える。水曜日・金曜日は巨人戦デーゲーム録音放送や巨人戦以外の試合もネット受けする（2011年まで）。
セ・リーグのクライマックスシリーズ中継は、ファイナルステージのうち平日開催の第3戦までネット。日本シリーズは配信元であるラジオ日本が中継を見送ったため、ラジオ関西での中継もなかった（巨人はクライマックスシリーズファイナルステージで敗退）。
2011年
基本的に2010年と同じく以下のように変更された部分もある。
- 最大延長の時間を21:40までに制限（CRK MUSIC H.E.A.D.S.と、21：40からの日替わり音楽番組の時間枠確保のため）。これにより21:40以後の時間スライドは行わなくなった
- レインコート番組『ナイタースタジオ特集』は、中継カードが無い場合は自局制作番組を放送。
  - 火・木曜17:55-19:00『時間です!林編集長』第2部（通常は16:30-17:30のみ）
  - 火曜日19:00-21:40『夜のピンチヒッター』
  - 木曜日19:00-21:40『ジャズライブinソネ』
  - 水曜・金曜17:55-21:00『まるスポ!（ウェンズデー・フライデー）』（スポーツジャーナリスト・谷上史朗によるスポーツジョッキー番組）、21:00-21:40『名曲CDスペシャル』（洋楽特集番組）
  - 中継予定試合の中止となった場合に限っては従来通りラジオ日本からのネット番組『応援ラジオ・どんまい!』を送るが、2011年度はこの場合も上記自局制作番組を放送する日もある。

セ・リーグのクライマックスシリーズならびに日本シリーズの中継については、配信元であるラジオ日本が中継を見送ったため、ラジオ関西での中継もなかった（巨人はクライマックスシリーズファーストステージで敗退、かつ該当試合がヤクルト主管のためそもそも中継できなかった）。
2012年-2014年
基本的に2010・2011年と同じく以下のように変更された部分もある。また、巨人戦のナイター以外の中継（横浜DeNA・ロッテ主催の一部試合、巨人主管試合のデーゲーム録音ナイターなど）のネット受けについては、2012年度は火-木曜日、2013年度は全放送曜日を通して実施しないことになった。
また、最大延長時間については、2014年から22:00までに再拡大された。
- レインコート番組『ナイタースタジオ特集』は、中継カードが無い場合は自局制作番組を放送。
  - 火・水・木曜17:55-19:00『時間です!林編集長』第2部（通常は16:30-17:30のみ）
  - 火曜日19:00-21:40『夜のピンチヒッター』
  - 水曜日19:00-21:40『ジャズライブinソネ』（2013年9月まで）→『ジャズライブコレクション』（ナイターオフ期の2013年10月より改題　ただし『ジャズライブinソネ』は月1回の企画コーナーとして継続）
  - 木曜日19:00-21:40『木村三恵のアイドルパラダイス』
  - 金曜日17:55-21:00『まるスポ!フライデー』、21:00-21:40『名曲CDスペシャル』
  - 中継予定試合の中止となった場合に限っては従来通りラジオ日本からのネット番組（2012年は『くず哲也のどんまい!!』、2013年は『僕も私もジャイアンツナイター』（ラテ欄表記は『ベースボールダービー』）、2014年は『ジャイアンツナイター・麻布台スタジアム』）を送る。

セ・リーグのクライマックスシリーズ中継については、2012・2014年はファイナルステージの第1戦のみ、2013年はファイナルステージのうち平日開催の第3戦までネット（その第3戦で決着したため、結果的には制度導入以来初めてステージ全試合中継となった）。日本シリーズ中継については、2012年・2013年・2014年とも放送されなかった（2012年はラジオ日本も巨人の進出に関係なく中継せず。2013年はラジオ日本が第3戦から第5戦のみ中継するが、ラジオ関西へはネットされなかった。2014年は巨人がクライマックスシリーズファイナルステージで敗退したためラジオ日本は中継を見送った）。
2015年
ナイター中継の最大延長は21:10までに短縮。これはアフターナイター枠が廃止され、21時からも日替わりで定時番組が編成されたためによるもので、試合が延長した場合、21時からの定時番組を最大10分順延して放送。21:30から放送される『世界名作映画BEST50』（ラジオ関西プロダクツが販売する通販用CDの紹介）は休止（事実上この番組がクッション扱い）となり、21:40以後の番組は定時通りに行われる。
また中継回数は巨人のホームゲームを中心とした47試合とし、元から巨人戦が組まれていない日、あるいは巨人ビジターで放送できない試合の該当日にRFが巨人戦以外の試合を中継、ないしは予備番組（巨人戦雨天中止時は除く）を編成する場合は引き続きネット受けをせず自社制作の『ナイタースタジオ特集』を放送する。
前述のアフターナイター枠廃止の影響を受け、この『ナイタースタジオ特集』の自社制作番組の放送時間を、2015年度は雨天中止時のRF制作の予備番組と同じ全曜日17:55-21:00の3時間5分枠に統一することになった。これにより、従来19時まで延長していた『時間です!林（古田）編集長』のナイターシーズン中の第2部の延長放送は実施しない。
- 火曜日　『木村三恵のアイドルパラダイス』
- 水曜日　『ジャズライブコレクション』
- 木曜日　『名曲ラジオ三浦紘朗です』（従前は月曜1時-3時=日曜25時-27時だったのを枠移転）
  - 月1回程度は『角座演芸アワー〜道頓堀から生放送!〜』に差し替え
- 金曜日　『まるスポ!フライデー』
- 雨天中止時は従来と同じくラジオ日本からのネット番組『ジャイアンツナイター・麻布台スタジアム』を放送。

セ・リーグのクライマックスシリーズならびに日本シリーズの中継については、配信元であるラジオ日本が中継を見送ったため、ラジオ関西での中継もなかった（巨人はクライマックスシリーズファイナルステージで敗退。巨人主催のファーストステージは全試合中央競馬の裏開催であったため中継せず。また、ファイナルステージもヤクルト主管のためそもそも中継できなかった）。
2016年・2017年
ナイター中継の最大延長は21:30までに再延長となる。クッション番組が「アフターナイターミュージック」のタイトルで復活し、21:30以降は定時番組となる。
また中継回数は上述のJRNナイターとの提携でビジターゲームを中心に追加され、2016年は60試合、2017年は54試合となるが、これまでの元から巨人戦が組まれていない日、あるいは巨人ビジターで放送できない試合、該当日にRFが巨人戦以外の試合を中継、ないしは予備番組（巨人戦雨天中止時は除く）を編成する場合は引き続きネット受けをせず自社制作の『ナイタースタジオ特集』を放送する。『ナイタースタジオ特集』の自社制作番組の放送時間は2016年は引き続き全曜日17:55-21:00の3時間5分枠だった。2017年度は2016年度と同じ番組構成だが、火曜日以外の予備番組は本来の「アフターナイター」に相当する枠を含め21:30まで延長して放送する。またRFが巨人戦中継（主管<特に東京ドーム以外の地方開催である時>・ビジターとも）を行っていても、スポンサー契約の都合により『ナイタースタジオ特集』を放送する日が発生している。
- 火曜日　『KOBE JAZZ-PHONIC RADIO』（2017年も21:00まで）『植村茂浩の松竹芸能カドベヤです』（2017年・21:00～21:30　アフターナイター枠　2016年度も木曜日21:00～21:30で不定期に放送していた）
- 水曜日　『木村三恵のアイドルパラダイス』
- 木曜日　『名曲ラジオ三浦紘朗です』
- 金曜日　『夜のピンチヒッター』
- 雨天中止時はJRNナイターに準じて予備試合を放送、またはラジオ日本からのネット番組を放送。

セ・リーグのクライマックスシリーズならびに日本シリーズの中継については、配信元であるラジオ日本が中継を見送ったため、ラジオ関西での中継もなかった（2016年の場合は巨人はクライマックスシリーズファーストステージで敗退かつ全試合中央競馬の裏開催であったため中継せず。2017年は巨人がクライマックスシリーズへの出場自体を逸した）。
2018年
基本的に2017年と同じ体制となるが、RFから放送される中継開始前の事前プログラムのネットを中止したため、放送開始が17:59となり、オープニング後すぐに中継に入る。TBSラジオのプロ野球中継撤退の影響によりビジターゲームの中継本数が見直され、2015年以前と同様に巨人のホームゲームを中心とした形で46試合の中継となり、東京ドーム以外の地方開催のネットも再開した（ただし、RF自体が地方開催の試合の中継を見合わせるケースが増えた）。また、『ナイタースタジオ特集』はすべて18:00 - 21:00までの放送となり、またラインナップも火曜日を除いて変更（水曜日は前年の木曜日からの移動）され、このうち木曜日については週替わりとなった。これにより、木曜以外は2017年のナイターオフのワイド番組を曜日そのままに通年化した形になった（木曜の『寺谷一紀とい・しょく・じゅう』は引き続きナイターオフのみの放送としている）。
- 火曜日　『KOBE JAZZ-PHONIC RADIO』
- 水曜日　『名曲ラジオ三浦紘朗です』
- 木曜日　週替わりで特別番組を放送（前年までの『木村三恵のアイドルパラダイス』はこの枠の特別番組の一つとして編入される）
- 金曜日　『アナログ・コネクション』

また中継のない日の21:00 - 21:30についても定時番組『名曲 街のうた』（金曜日は4月のみ）、『播州一のラジチューバー』（金曜日のみ、5月以降）が編成される。
- 雨天中止時は設定がある場合は予備試合、またはラジオ日本からのネット番組を放送。

2019年
基本的に2018年と同じ体制で巨人のホームゲームを中心とした形で48試合の中継となるが、延長オプションを廃止し、試合途中でも21:00で中継を打ち切ることになった。
『ナイタースタジオ特集』についても木曜日に再び『木村三恵のアイドルパラダイス』が原則毎回編成される以外は2018年と同じ番組が設定される。
- 火曜日　『KOBE JAZZ-PHONIC RADIO』
- 水曜日　『名曲ラジオ三浦紘朗です』
- 木曜日　『木村三恵のアイドルパラダイス』
  - 月1回程度は一部の時間帯を『「M×M」Meet the M-INT KOBE』（ミント神戸での公開録音番組）に差し替え。また、前後の週の月曜未明に放送機器の大規模メンテナンスが行われ放送休止時間が拡大する場合は、『アイドルパラダイス』を休止した上で月曜未明の定時番組の振替放送に充てる場合がある。
- 金曜日　『アナログ・コネクション』

- 雨天中止時は設定がある場合は予備試合、またはラジオ日本からのネット番組を放送。

2020年
『ナイタースタジオ特集』枠の番組は木曜日のみ変更。またメインとなる各番組は18:00 - 20:30枠での放送とし20:30 - 21:00には別番組を設定している。この年は2019年コロナウイルス感染症による影響でプロ野球の開幕が6月19日に延期されることになり、プロ野球中継を放送予定であった日程についても、試合開催の可能性がなくなった時点で順次『ナイタースタジオ特集』の各番組に変更している。
- 18:00 - 20:30
  - 火曜日　『KOBE JAZZ-PHONIC RADIO』
  - 水曜日　『名曲ラジオ三浦紘朗です』
  - 木曜日　『アスキングライフのアスキングライブ』
  - 金曜日　『アナログ・コネクション』
- 20:30 - 21:00
  - 火 - 木曜日  『名曲 街のうた』
  - 金曜日
    - 7月24日まで『レコード・アーカイブス』
    - 8月7日から『山口かおる・石川敏男のオトナの世界』（火曜 21:00 - 21:30の定時放送枠から放送枠移動）

  - 前後の週の月曜未明に放送機器の大規模メンテナンスが行われ放送休止時間が拡大する場合は、20:30 - 21:00の番組の枠を月曜未明の定時番組の振替放送に充てる場合がある。この場合、木曜については『アスキングライフのアスキングライブ』も20:00終了に短縮される。

- 雨天中止時は設定がある場合は予備試合、またはラジオ日本からのネット番組を放送。

2021年度
本年度は7月23日から8月9日に予定される2020年東京オリンピック（延期開催）に伴い、同7月15日～8月11日に中断期間が予定されていることに加え、中継制作局であるRFの編成事情、2017年以来のRF中継分非ネット試合の設定も影響し、平年より放送試合数が少なく、39試合を予定している。また本年度のナイター非放送日の予備枠では、一部再放送番組が編成される時間帯がある。
- 火曜日
  - 18:00-20:30　『KOBE JAZZ-PHONIC RADIO』
  - 20:30-21:00　『さくらいりょうこの「夢と生きる」』
- 水曜日
  - 18:00-19:30　『名曲ラジオ三浦紘朗です』
  - 19:30-20:30　『カントリーミュージックトラベル』（前週日曜深夜=当該週月曜4:00-5:00放送分再放送）
    - 前後の週の月曜未明に、不定期の放送機器メンテナンスによる放送休止時間が設定される場合は、この時間が本放送となる場合がある。

  - 20:30-21:00　『レコードアーカイブス』
- 木曜日
  - 18:00-19:30　『青春ラジメニア』（前週土曜20:00-21:30放送分再放送）
  - 19:30-20:30　『MUSIC LIFE GARDEN』（前週日曜10:00-11:45放送分を1時間に再編集・再構成したもの）
  - 20:30-21:00　『レコードアーカイブス』
    - 前後の週の月曜未明に、不定期の放送機器メンテナンスによる放送休止時間が設定される場合は、木曜の19:30 - 21:00の番組枠を、月曜未明の定時番組の振替放送に充てる場合がある。
- 金曜日
  - 18:00-20:30　『アナログ・コネクション』
  - 20:30-21:00　『さくらいりょうこの「夢と生きる」』、または別番組
- 雨天中止時は設定がある場合は予備試合、またはラジオ日本からのネット番組を放送。

2022年度
31試合を中継予定。2009年以来13年ぶりに全曜日が野球中継実施有無にかかわらずラジオ日本と相互ネットとなり、中継のない日は火・水曜をラジオ日本、木・金曜をラジオ関西が担当する体制となる。以下はラジオ関西担当曜日の番組を記載する（特記のない場合はラジオ日本にも同時ネット）。
- 18:00 - 20:30
  - 木曜日　『KOBE JAZZ-PHONIC RADIO』（火曜日から移動）
  - 金曜日　『アナログ・コネクション』
- 20:30 - 21:00
  - 『レコードアーカイブス』[33]
    - ラジオ関西では月に1回この時間帯を『カジキングJAPAN!』に充てるほか、前後の週の月曜未明に、不定期の放送機器メンテナンスによる放送休止時間が設定される場合、この時間帯を月曜未明の定時番組の振替放送に充てる場合がある。これらの番組を放送する場合は自社のみのローカル放送となるため、ラジオ日本へは通常放送される『レコードアーカイブス』を裏送りとする。
- 前述のように火曜日と水曜日に中継予定がない場合は原則としてラジオ日本からのネット番組『60TRY部』（18:00 - 21:00）を放送するが、不定期に自社制作の特番に差し替える場合がある。雨天中止時は設定がある場合は予備試合、またはラジオ日本からのネット番組を放送。

2023年度
ナイターのない場合の対応は前年度オフ期間の定時番組の体制を継承しており、木・金曜は岐阜放送も加えた3局ネットとなる一方、20:30 - 21:00はラジオ関西のみローカル番組を編成し、それまで放送されていた『レコードアーカイブス』はラジオ日本と岐阜放送への裏送りとしている。
- 木曜日
  - 18:00 - 20:30　『KOBE JAZZ-PHONIC RADIO』
  - 20:30 - 21:00　『木村三恵のアイドルパラダイス』
- 金曜日
  - 18:00 - 20:30　『アナログ・コネクション』
  - 20:30 - 21:00　『中将タカノリと橋本菜津美の昭和卍パラダイス』
- 木曜日と金曜日の中継を岐阜放送がネットしない場合も上記番組の裏送りは行われず、同局の自社制作番組『仕事のあとのラジオGYM 臨時営業』が放送される。
- 火曜日と水曜日に中継予定がない場合は原則としてラジオ日本からのネット番組『60TRY部』（18:00 - 21:00）を放送。雨天中止時は設定がある場合は予備試合、またはラジオ日本からのネット番組を放送。

2024年度
20:30 - 21:00のラジオ関西のローカル番組の編成は木曜日のみとなり、金曜日の『レコードアーカイブス』の自社での放送が再開されている。
- 木曜日
  - 18:00 - 20:30　『KOBE JAZZ-PHONIC RADIO』
  - 20:30 - 21:00　（第2・4週[34]）『小野亜里沙のなんでもアリサ★ラジオ』、（それ以外の週）『ONEラジ!』
- 金曜日
  - 18:00 - 20:30　『アナログ・コネクション』
  - 20:30 - 21:00　『レコードアーカイブス』
- 岐阜放送が中継をネットしない場合も上記番組の裏送りは行われず、当該時間帯は『ミュージックブルペン』などの外部制作会社配給番組で埋め合わせとなる。
- 火曜日と水曜日に中継予定がない場合は原則としてラジオ日本からのネット番組『60TRY部』（18:00 - 21:00）を放送。雨天中止時は設定がある場合は予備試合、またはラジオ日本からのネット番組を放送。

2025年度
27試合を中継予定。『60TRY部』のネットは火曜日のみとなったほか、木・金曜のラジオ関西制作番組のラジオ日本へのネットが終了となり、岐阜放送へのネットのみ継続される。
- 水曜日
  - 18:00 - 20:00　『青春ラジメニア』（再放送）
  - 20:00 - 20:50　『神戸新開地・喜楽館 内海英華のラジ関寄席』（再放送）
  - 20:30 - 21:00　『名曲 街のうた』
- 木曜日
  - 18:00 - 20:30　『KOBE JAZZ-PHONIC RADIO』
  - 20:30 - 21:00　『レコードアーカイブス』
- 金曜日
  - 18:00 - 20:30　『アナログ・コネクション』
  - 20:30 - 21:00　『カントリーミュージックトラベル』
- 岐阜放送の木・金曜の中継をネットしない場合の対応は未定。
- 火曜日に中継予定がない場合は原則としてラジオ日本からのネット番組『60TRY部』（18:00 - 21:00）を放送。雨天中止時は設定がある場合は予備試合、またはラジオ日本からのネット番組を放送。

特記事項
ラジオ関西の春改編は4月1日、秋改編は10月1日に行うのを基本としている。本番組自体はRFに合わせて開幕から中継するものの、3月中は改編前の番組との兼ね合いで延長制限が通常より厳しくなる場合がある。逆に、曜日配列の都合上RFが9月中に改編を行い野球中継が打ち切られた場合も、ラジオ関西は『ナイタースタジオ特集』の放送を9月末日まで継続し、ナイターオフ番組への移行も10月1日とするケースもある。

## ネット受け制作局一覧
※2016年・2017年のもの。
| 地域（球団）／曜日         | 火・水・木 | 金     |
| 基本系列                   | JRN        | JRN    |
| 北海道（日）               | HBC        | HBC    |
| 宮城（楽）                 | TBC        | TBC    |
| 関東（巨・ヤ・横・西・ロ） | RF/TBS     | RF/TBS |
| 東海（中）                 | CBC        | CBC    |
| 関西（神・オ）             | ABC/RF     | MBS/RF |
| 広島（広）                 | RCC        | RCC    |
| 福岡（ソ）                 | RKB        | RKB    |
| -------------------------- | ---------- | ------ |

1. ↑  水・木・金の場合、TBCは自社放送分をNRNネットとするため裏送りとなる。
2. ↑  ヤクルト主催試合の放送はできない（日本シリーズおよび本拠地球場開催のオールスターゲームを除く。ヤクルトのビジターゲームは放送可能）。
3. 1 2  TBSは巨人、在阪2局は阪神の試合を優先するため、DeNA・西武・ロッテが主催する試合は対巨人戦（西武・ロッテセ・パ交流戦の場合）を除いて裏送り供給となる試合が多い。
4. ↑  日本ハム・ソフトバンク主催試合が関東で開催された際は、HBC・RKBが直接制作するかTBSに委託するかはその時々により異なる。また楽天主催試合が関東で開催された際には、火曜日はTBCが自社向けとなるため直接制作するが、裏送りとなる水 - 金曜はTBSに委託することがある。2016年度より一部試合をRF制作によりJRN系列各局向けに放送する試合、及びTBS制作のものをRF・GBS（月除く）・CRK（火-金）に放送する試合がある
5. ↑  中日主催試合はGBS向けには放送しない。またCBCラジオが中日戦以外のJRNナイターをRF・CRKと同時放送する場合も同様に予備カードからの昇格である場合を含めてGBSでは放送しない（RFがJRNと別制作の場合は、CBCと同一カードでもGBSでも放送することがある）。
6. 1 2 3  過去にABC、RCC、RKB制作でのRF向け裏送りや、前記各局技術協力によるRFの自社制作があった。
7. 1 2  RFとJRNの提携後も、年数試合の自社制作を行っている。
8. ↑  水 - 金の場合、RCCは自社放送分をNRNネットとするため裏送りとなる。

## 出演者
2015年時点ではRFの中継をそのままネットするのみとなっているため、番組表ではRFの出演者のみ明記されているが、本項ではかつて自社制作中継またRFが関西から中継する試合のみに出演していた人物について記入する。
なお、2009年度以降、一部プロ野球名鑑においてラジオ関西の中継担当解説者またはアナウンサーが明記されているものの、関西からの中継でもラジオ関西は一部の試合における解説者の派遣のみ（実況・リポーターはラジオ日本のアナウンサーが担当。リポーターも1名のみ配置）となり、原則としてラジオ関西のアナウンサーが登場することは無くなる。
2015年度からは解説者の派遣も無くなり、2015年度は関西からの中継でもラジオ日本の出演者のみで放送していたが、2016年からはRF-TBSラジオの提携関係復活に伴い、巨人主催の関西遠征以外は原則として大阪府のJRN加盟局（火-木はABC、金のみMBS）制作の内容をそのまま放送するほか、ベンチレポーターも基本的に左記放送局のアナウンサーが担当する。

### 解説者
1950年代 - 1960年代
- 青田昇（現役引退直後）
- 小鶴誠
- 後藤次男（1964年）
- 島原輝夫（1964年）
- 棚橋朝太郎[37]
- 御園生崇男
- 横沢三郎（1960年代前半）

『ゴールデンナイター』時代以降
- 今津光男（1989年）
- 笠原和夫（1978年 - 1985年）
- 梶本隆夫（1994年 - 1997年、2000年 - 2006年。J SPORTS解説者兼）
- 高井保弘（1983年 - 2005年）
- 高橋里志（1999年）
- 長池徳士（1990年 - 1992年、1996年、1999年 - 2012年）※実質的には2011年を最後に出演なし。
- 野田浩司（2006年 - 2014年）
- 南牟礼豊蔵（1996年 - 2005年）
- 山沖之彦（1996年 - 2011年）※実質的には2010年を最後に出演なし。
- 山本和行（1997年 - 1998年）※1989年から1991年までのABCラジオ裏送りとして放送された試合への出演実績もあり。
- 若菜嘉晴（1992年 - 1996年）

### 実況・リポーター
1950年代 - 1960年代
- 奥田博之
- 下山英三

『ゴールデンナイター』時代以降
- 国広正夫
- 田村正浩（2002年。リポーター）
- 牛尾淳（? - 2008年。2005年の退社後も、フリーとして担当）
- 林真一郎（? - 2008年。2011年4月17日のデーゲーム中継で3年ぶりの出演。2015年からの女子プロ野球中継でも実況を担当）
- 古田彰満（? - 2002年、2008年。2011年4月17日のデーゲーム中継でリポーターとして3年ぶりの出演）
- 清水理恵子（オリックス戦中継でベンチリポーターを担当）
- 中村恵美子（局愛称が「AM KOBE」だった頃にベンチリポーターを担当[38]）
- 桐山隆（関西で開催される巨人戦中継で、阪神・オリックス側のベンチリポーターとして出演）

## リスナープレゼント
ナイター放送日のイニングの合間にその試合に関連するクイズを出題する。それに正解した人から2013年度は毎月1万円を3人に贈呈する。
過去に巨人のマスコットジャビットのぬいぐるみが毎月抽選で、更に以前は放送日ごとに賞金が出ていた。また、4-6月「上半期賞」、7-9月「下半期賞」とそれぞれ3ヶ月をくくりとしてその期間中の全ての応募者から抽選で富士通テンのカーナビゲーションシステム（2010年度は沢の鶴の日本酒）が贈呈されていた。
但し、出題・応募は試合成立を前提としているため、放送開始直後の雨天中止、あるいは試合が一旦開催されながらノーゲームで成立しなかった場合は、開催されなかったものとみなして、出題・応募は無効となる。元からナイター放送がない日や予定されながら放送開始前に中止が決まった場合も出題・募集しない。

## 備考
現在はラジオ日本とJRN各局との提携による中継体制となっており、通常ニッポン放送や同局および文化放送が率いるNRNネットワーク各局の野球中継をネットする事は無いが、前記提携が発生する以前の一時期には、ナイターオフ編成時にニッポン放送制作の中継『ショウアップナイター』を個別同時ネットすることがあった（例：日米野球、2010年3月31日・4月1日の横浜対巨人戦）。2025年3月18日および3月19日のMLB東京シリーズ2025中継では、現行のネットワーク体制になって以降では初めてニッポン放送からの個別同時ネットを実施する。